# Вулиця Івана Мазепи (Полтава)
Вулиця Івана Мазепи — вулиця у Шевченківському районі Полтави. Є подовженням вулиці Степового Фронту, пролягає від вулиці Грушевського до вулиці Великотирнівської. До вулиці Івана Мазепи примикають вулиці Алмазна, 23 Вересня і Юрія Кондратюка.

## Історія
Вулиця почала забудовуватися у 60-х роках XX ст. коли виник «Алмазний» та вступив до ладу завод алмазних виробів. У 2000-х єдна з центральних вулиць мікрорайону. До перехрестя з вул. 23 Вересня забудована переважно 5-ти, надалі до Великотирнівської 9-ти поверховими житловими будинками. На вулиці розташовано центр Шевченківського району, за будівлею РА влаштовано «Афганський» парк. Розміщені поліклініка та кілька шкіл. Комерційно значно заповнена невеличкими бутиками: єдиним ТЦ, розташованим навпроти РА, є «Полтава». Пивнички та наливайки зконцентровані переважно у районі перехрестя з «Мотелем» на переході до наступної вулиці Степового фронту, інший край вулиці виводить на Великотирнівську до місцевого Автовокзалу (Ас-1). До 2016 року мала назву вулиця Калініна.

## Галерея

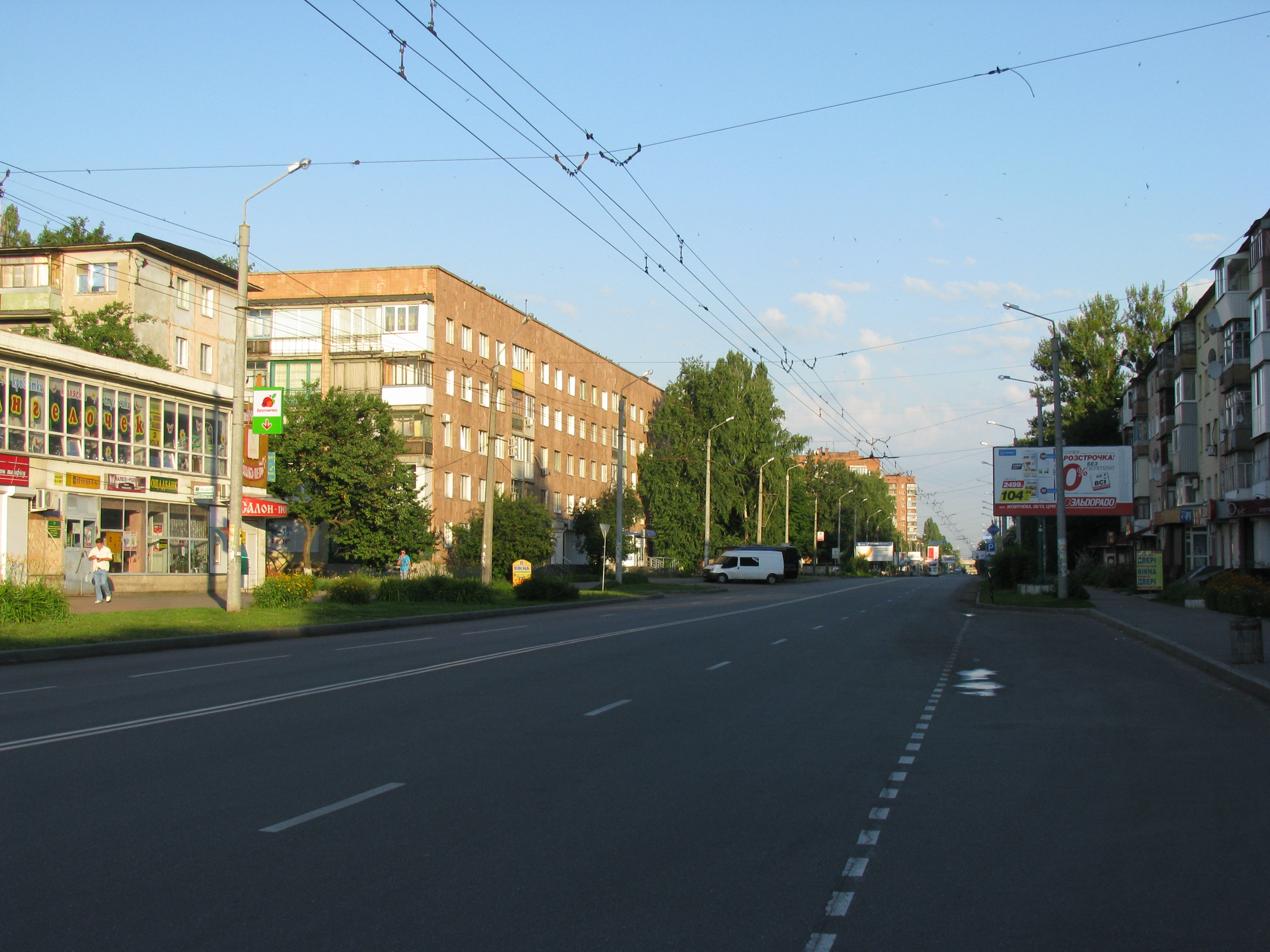
Вулиця Івана Мазепи, з Алмазної на Великотирновську
Пам'ятник "Закоханим лелекам" перед будівлею Шевченківської районної адміністрації
Пам'ятник "Синам Полтавщини, які загинули в Афганістані"